# 마마듀크 (영화)
《마마듀크》(영어: Marmaduke)는 2010년 공개된 미국의 코미디 영화이다.

## 출연

### 인간
- 리 페이스
- 주디 그리어
- 윌리엄 H. 메이시
- 데이비드 월리엄스
- 핀리 제이컵슨
- 캐럴라인 선샤인
- 로기 유
- 프랭크 토폴
- 헤더 더크슨

### 개와 고양이 목소리
- 오언 윌슨
- 에마 스톤
- 조지 로페즈
- 크리스토퍼 민츠플라스
- 스티브 쿠건
- 퍼기
- 키퍼 서덜랜드
- 데이먼 웨이언스 주니어
- 말런 웨이언스
- 샘 엘리엇
- 데번 워크하이저
- 크리스 콜퍼
- 토드 글래스
- 라이언 데블린
- 리자 러피라
- 잭 맥기
- 조시 개드

## 기타 제작진
- 총괄 제작: 아넌 밀천
- 배역: 하이키 브랜드스태터, 코린 메이어스
- 미술: 샌디 코크런
- 세트: 린다 바이폰드
- 의상: 캐런 L. 매슈스